# Давид, Франсуа-Анн

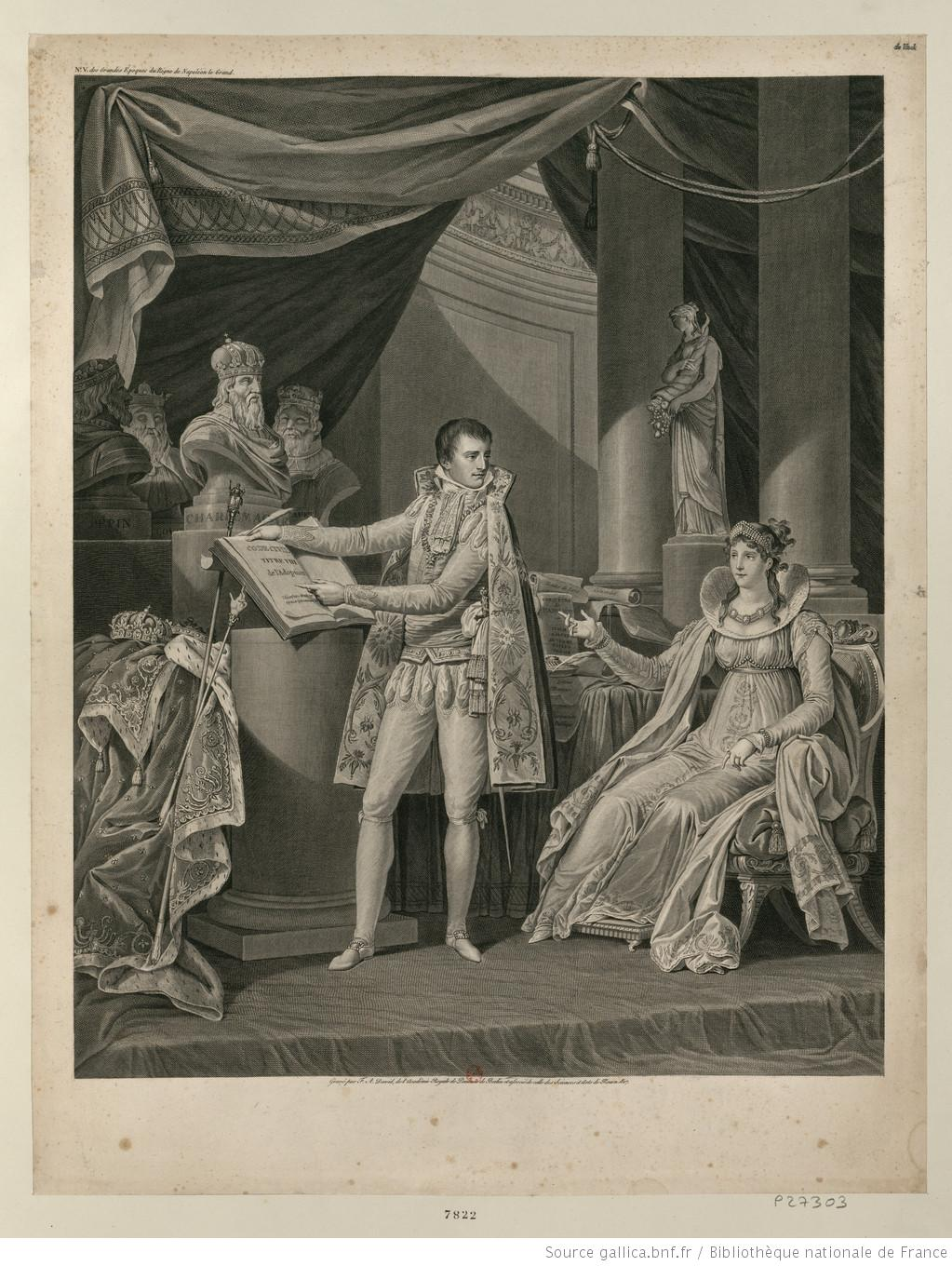
Наполеон Бонапарт представляет Гражданский кодекс императрице Жозефине

Франсуа́-Анн Дави́д (фр. François-Anne David; 1741, Париж, Королевство Франция — 2 апреля 1824, там же) — французский гравёр и издатель, ученик Жака-Филиппа Леба, видный мастер репродукционного эстампа эры неоклассицизма.

## Биография
Обучался искусству гравирования у Жака-Филиппа Леба. Продолжил учёбу в Академии живописи и скульптуры, однако в январе 1765 года, согласно записке из протокола Академии, был отстранён от обучения на шесть месяцев за то, что вёл себя «неуважительно» и «нарушал спокойствие в Академии».
Жил и работал всю свою жизнь в Париже. Состоял при дворе брата короля Людовика XVI графа Прованского (впоследствии короля Людовика XVIII).
Создал и издал сборник гравюр с картин Клода Жозефа Верне и сборник гравюр «Музей Флоренции или Коллекция камней, статуй, медалей и картин, которые находятся во Флоренции, в основном, в кабинете великого герцога Тосканы» (Le Museum de Florence ou Collection des pierres gravées, statues, médailles et peintures, qui se trouvent à Florence, principalement dans le Cabinet du Grand Duc de Toscane).
С 1802 по 1819 год выставлял свои работы в Парижском Салоне. Был членом руанской академии наук, словесности и изящных искусств и Берлинской академии искусств.

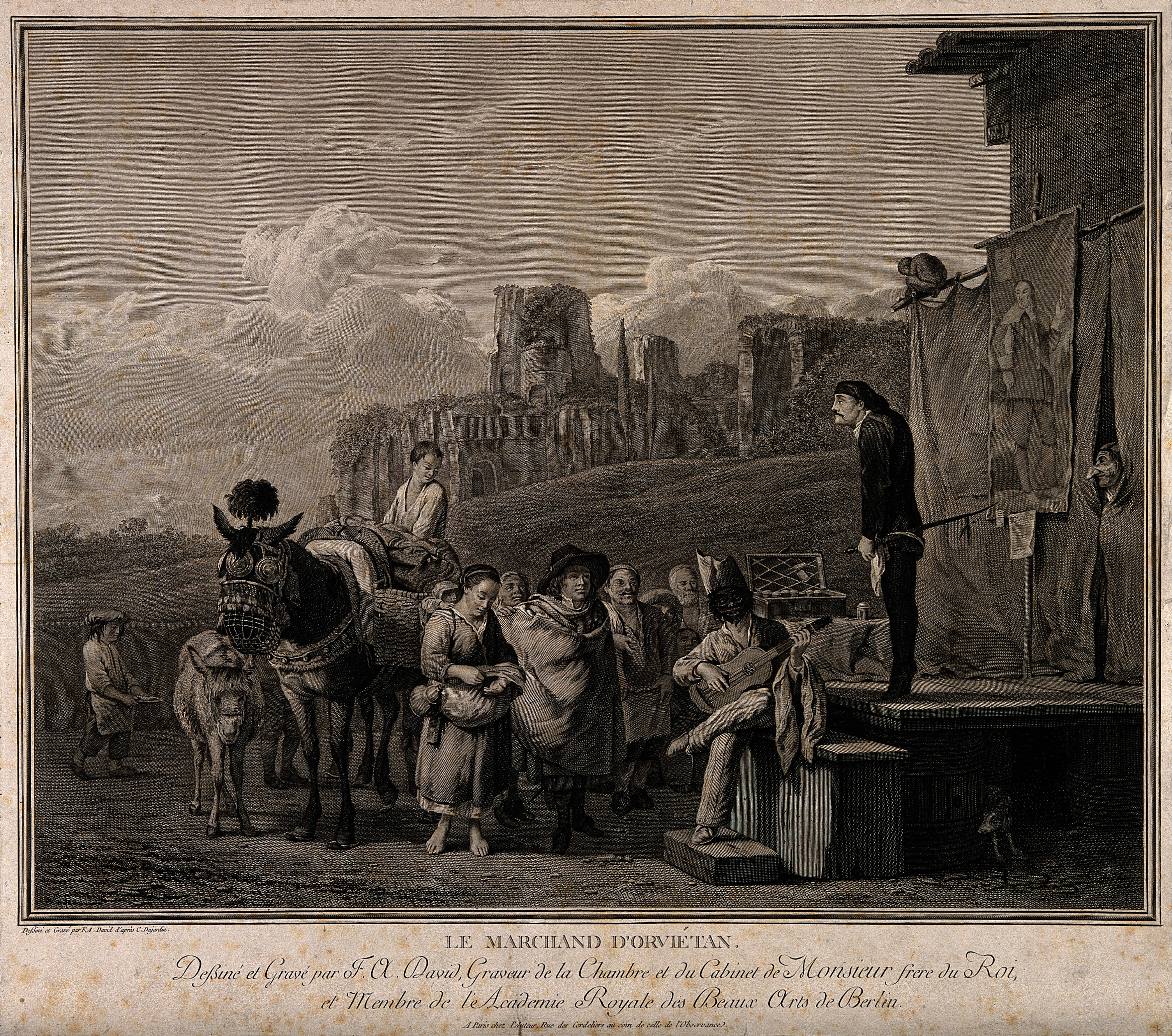
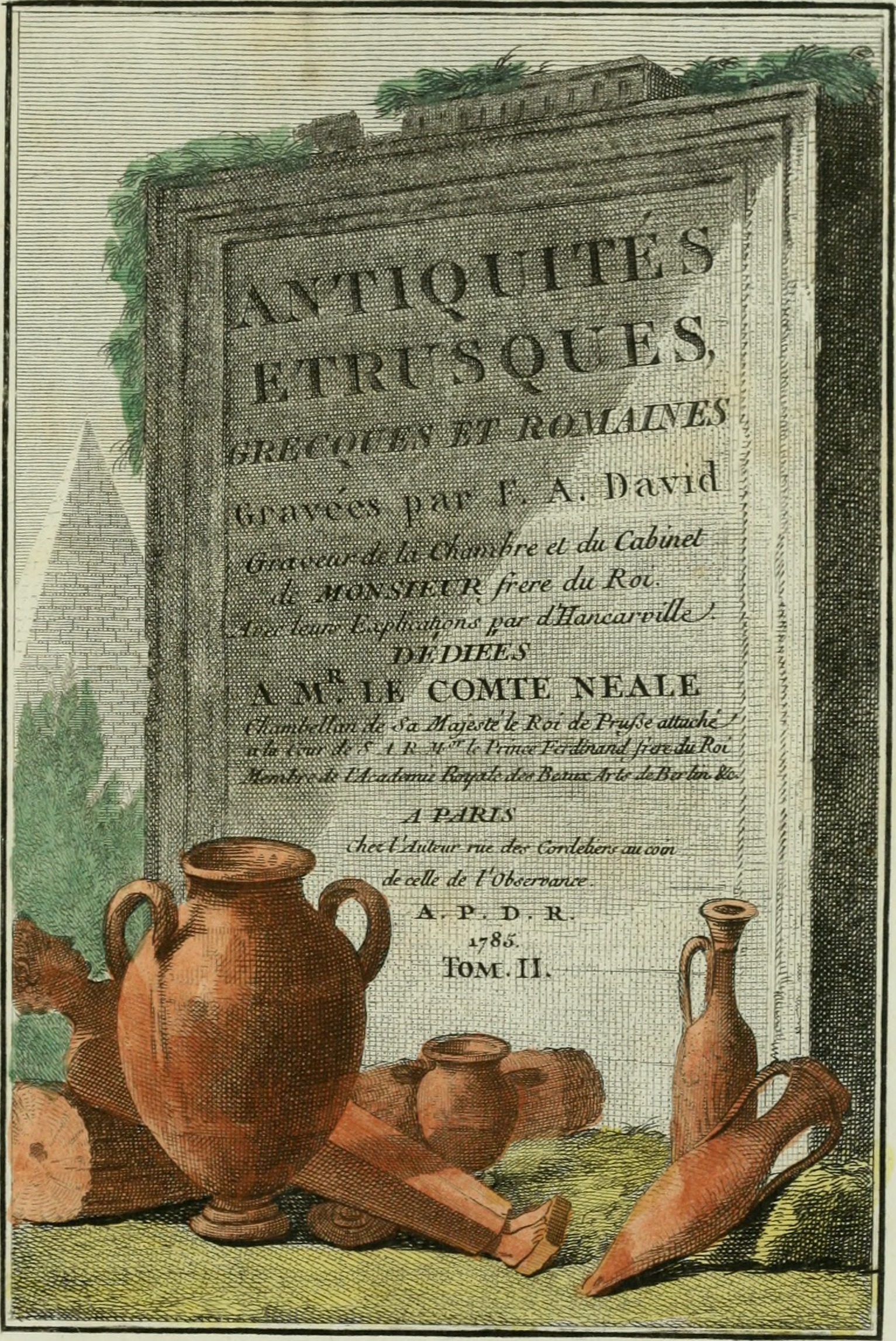
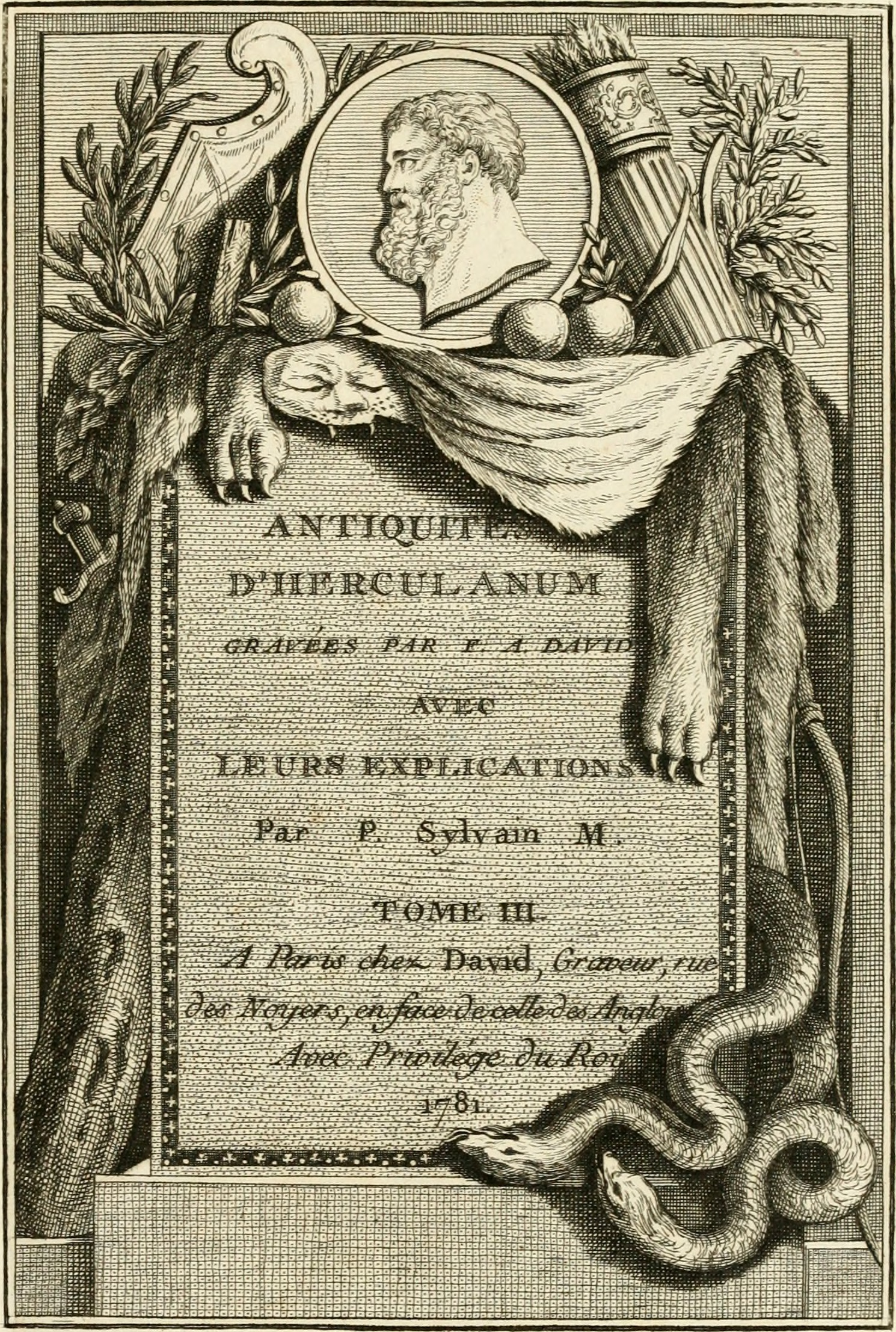
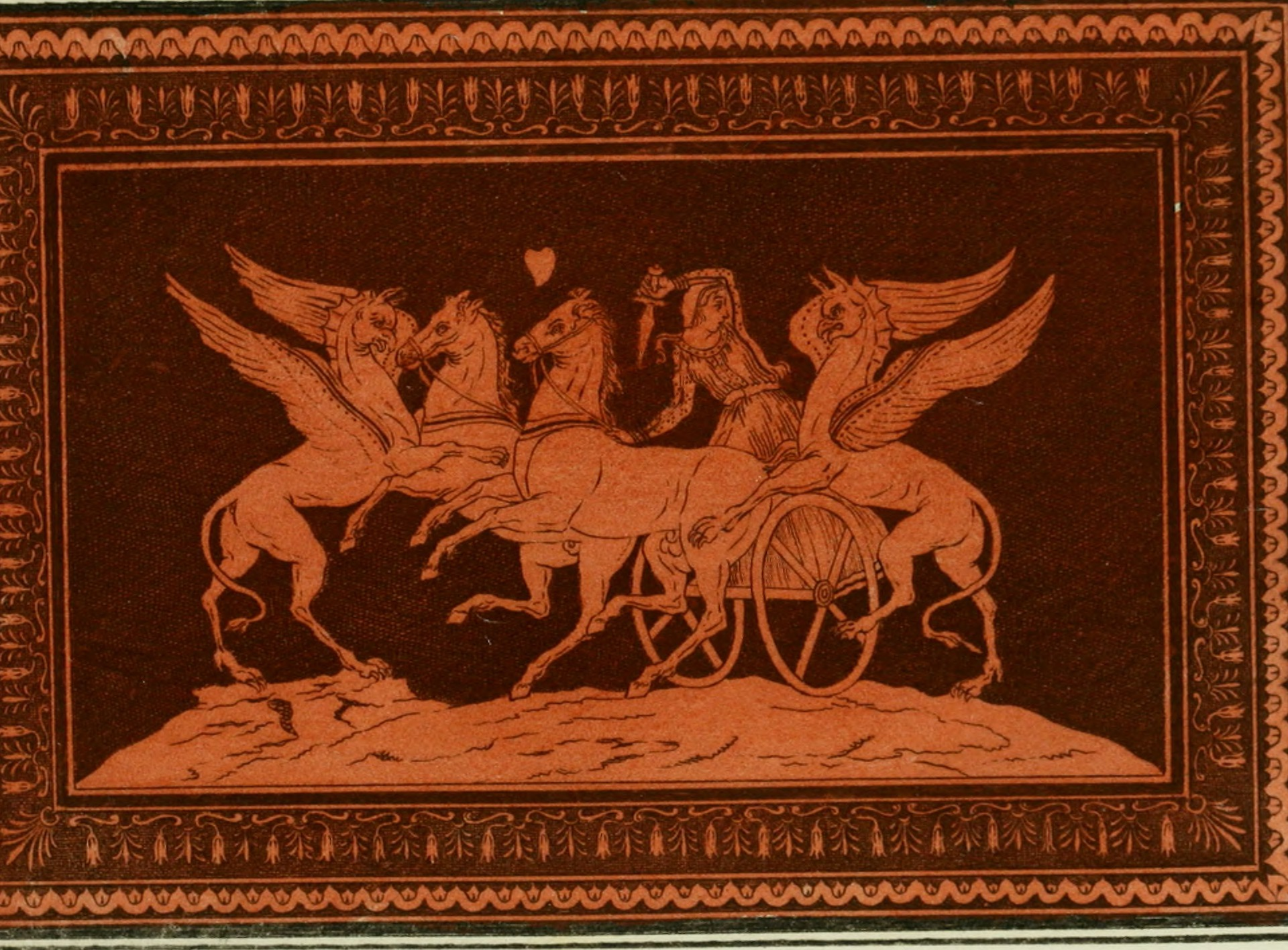